# Maxim Geurden
Maxim Geurden (Genk, 2 november 1990) is een Belgisch voetballer die sinds 2020 uitkomt voor Bregel Sport. Geurden kan zowel in de verdediging als op het middenveld spelen.

## Clubcarrière
Geurden genoot het grootste deel van zijn jeugdopleiding bij Racing Genk, dat hem wegplukte bij Bregel Sport. Bij de beloften van Genk was hij zelfs kapitein maar hij kreeg bij deze club geen profcontract. Voor aanvang van het seizoen 2009/10 tekende hij een profcontract bij Germinal Beerschot. Op 14 maart 2010 maakte hij zijn debuut in de basiself tegen Sint-Truiden.
Na één seizoen bij Germinal Beerschot verhuisde hij naar KV Turnhout, dat toen in de Tweede Klasse uitkwam. Het seizoen daarna zakte hij samen met Turnhout naar Derde Klasse. In 2012 koos hij voor reeksgenoot Patro Eisden. Geurden, die inmiddels mee in de zaak van zijn ouders (een viersterrenhotel) was gestapt, keerde in 2015 terug naar zijn ex-club Bregel Sport. Van 2018 tot 2020 speelde hij voor Sporting Nevok Gruitrode, daarna keerde hij terug naar Bregel Sport.

## Statistieken
| seizoen | club               | land   | competitie         | wed. | goals |
| ------- | ------------------ | ------ | ------------------ | ---- | ----- |
| 2009/10 | Germinal Beerschot | België | Jupiler Pro League | 1    | 0     |
| 2010/11 | KV Turnhout        | België | Tweede Klasse      | 17   | 0     |
| 2011/12 | KV Turnhout        | België | Derde Klasse       | 19   | 0     |
| 2012/13 | Patro Eisden       | België | Derde Klasse       | 27   | 1     |
| 2013/14 | Patro Eisden       | België | Derde Klasse       | ?    | ?     |
| 2014/15 | Patro Eisden       | België | Tweede Klasse      | 30   | 0     |
|         |                    |        | Totaal             | 64   | 1     |

Laatst bijgewerkt op 21 september 2015.

## Interlandcarrière
kwam uit voor verschillende nationale jeugdelftallen. Met het Belgisch voetbalelftal onder 17 nam hij in 2007 deel aan het EK –17, samen met onder andere Eden Hazard en Christian Benteke. Geurden zette in de strafschoppenreeks tegen Spanje in de halve finale zijn elfmeter succesvol om, maar desondanks verloor België deze strafschoppenreeks.